# GeneWeb
GeneWeb is een vrij programma voor stamboomonderzoek met een webinterface. Het werkt zowel on- als offline en werd ontwikkeld door Daniel de Rauglaudre. Het maakt gebruik van efficiënte technieken om verwantschappen en bloedverwantschap te berekenen, ontwikkeld in samenwerking met Didier Rémy, research director bij INRIA. Het programma is vrijgegeven onder de GPL.

## Functies
GeneWeb ondersteunt 27 talen, waaronder talen die niet het Latijns alfabet gebruiken. De taal kan per gebruiker ingesteld worden en de gebruiker kan ook de weergavepagina's aanpassen aan de eigen voorkeuren. GeneWeb ondersteunt importeren en exporteren in de GEDCOM en .gw formaten. Het laatste is een plat tekstbestand, dat met een teksteditor bewerkt kan worden. Een .gw-bestand is minder dan 20% van de grootte van het overeenkomstige GEDcom-bestand. Vanaf versie 5 ondersteunt GeneWeb UTF-8.
GeneWeb kan gebruikmaken van grote databanken, zoals de Roglo databank (meer dan 3,66 miljoen personen) en GeneaNet, een verzameling van doorzoekbare databanken (meer dan 225 miljoen personen).
Het programma is opgenomen in de pakketbronnen van Ubuntu en kan bijgevolg geïnstalleerd worden met Synaptic.